# Distretto di Parbat
Il distretto di Parbat (in nepalese पर्वत जिल्ला|पर्वत जिल्ला - ) è un distretto del Nepal, in seguito alla riforma costituzionale del 2015 fa parte della provincia di Gandaki. 
Il capoluogo è Kusma.
Geograficamente il distretto appartiene alla zona collinare della Mahabharat Lekh.
La principale etnia presente nel distretto è quella dei  Bahun (o Bramini della montagna).

## Municipalità
Il distretto è suddiviso in 7 municipalità, due urbane e 5 rurali.
1. Kushma
2. Phalewas
3. Jaljala
4. Paiyun
5. Mahashila
6. Modi
7. Bihadi